# Giulia Novelli
Giulia Novelli (1859 – 21 giugno 1932) è stata un mezzosoprano operistico italiana.

## Biografia
Era sposata con il tenore drammatico spagnolo Francisco Viñas (1863-1933).

## Carriera
Novelli studiò canto a Roma prima di fare il suo debutto operistico professionale in quella città nel 1875 come Pierotto nell'opera Linda di Chamounix di Gaetano Donizetti. Nel 1880 ebbe una carriera di grande successo a livello internazionale, esibendosi all'Opéra de Monte-Carlo (1884), al Teatro di San Carlo di Napoli (1888, 1891), al Teatro Colón di Buenos Aires (1888), al Teatro Municipal di Rio de Janeiro e al Teatro Liceu di Barcellona.
Nel 1888 interpretò il ruolo di Loretta nella prima mondiale di Asrael di Alberto Franchetti al Teatro Municipale di Reggio Emilia e nel 1891 il ruolo di Eutibide nella première di Spartaco di Pietro Platania al Teatro di San Carlo. Nel 1892 impersonò Anacoana nella prima mondiale di Cristoforo Colombo di Franchetti al Teatro Carlo Felice. Altri suoi ruoli d'opera includono Leonora in La favorita di Donizetti, Maddalena in Rigoletto, Azucena in Il trovatore, Amneris in Aida, Eboli in Don Carlos, Ulrica in Un ballo in maschera, tutti di Giuseppe Verdi. Poi Laura in La Gioconda di Amilcare Ponchielli e Pamela in Fra Diavolo di Daniel Auber.

## Ruoli (selezione)
- Pierotto in Linda di Chamounix di Gaetano Donizetti (1875)
- Loretta in Asrael di Alberto Franchetti (1888)
- Eutibide in Spartaco di Pietro Platania (1891)
- Anacoana in Cristoforo Colomb di Alberto Franchetti (1892)
- Leonora in La favorita di Gaetano Donizetti
- Maddalena in Rigoletto di Giuseppe Verdi
- Azucena in Il trovatore di Giuseppe Verdi
- Amneris in Aida di Giuseppe Verdi
- Eboli in Don Carlos di Giuseppe Verdi
- Ulrica in Un ballo in maschera di Giuseppe Verdi
- Laura in La Gioconda di Amilcare Ponchielli
- Pamela in Fra Diavolo di Daniel Auber